# Hiroshi Fukumura
Hiroshi Fukumura (jap. 福村 博, Fukumura Hiroshi; * 21. Februar 1949 in der Präfektur Tokio) ist ein japanischer Jazzmusiker (Posaune, Arrangement, Komposition).

## Leben und Wirken
Hiroshi Fukumura arbeitete zwischen 1972 und 1974 mit Sadao Watanabe (Broadcast Tracks '69-'72). Daneben war er mit Kimiko Kasai/Gil Evans Orchestra (Satin Doll, 1973) im Studio. Im selben Jahr spielte er mit Shigeharu Mukai (Posaune), Hiroshi Tamura (Piano), Tsutomu Okada (Bass) und Shinji Mori (Schlagzeug) sein Debütalbum Morning Flight ein, dem ein Livealbum und die mehr Fusion-orientierten Produktion Hunt Up Wind (1978, mit Sadao Watanabe) folgte. Ab 1974 lebte er zunächst in den Vereinigten Staaten, wo er am New England Conservatory of Music studierte und mit dessen Jazz Repertory Orchestra aufnahm. Er war außerdem Mitglied der Band Native Son, mit der er in den USA tourte (Album Coast to Coast, 1980)). Zurück in Japan arbeitete er wieder mit Sadao Watanabe (1977), dann mit Takehiro Honda und Hidefumi Toki.

## Diskographische Hinweise
- Morning Flight (Three Blind Mice, 1973)
- Live:First Flight (Trio Records, 1973)
- Hunt Up Wind mit Sadao Watanabe (Flying Disk, 1978)
- Nice Day (Insights, 1981)
- Hot Shot (Morning, 1985)

## Lexikalischer Eintrag
- John S. Davis: Historical Dictionary of Jazz. 2012, S. 128
- Hiroshi Fukumura in: Barry Kernfeld (Hrsg.), The New Grove Dictionary of Jazz, 2002 (2. Auflage)